# Supreme Show
Supreme Show es el cuarto álbum de estudio en Avex de la cantante japonesa Ami Suzuki (su 7.º trabajo en total). Promocionado como el trabajo conmemoración a la llegada del décimo aniversario de Suzuki en la música, el álbum fue lanzado el 12 de noviembre de 2008 en Japón.

## Detalles
El álbum contó con Yasutaka Nakata como único productor, algo no presente en los trabajos de Ami Suzuki desde la era de Sony, cuando era producida en exclusiva por Tetsuya Komuro y su equipo, la Komuro Family. En las promociones el disco fue llamado "10th Anniversary album", y los dos sencillos producciones de Nakata lanzados anteriormente, "ONE" y "can't stop the DISCO" le fueron incluidos, aparte de una versión re-arreglada de "SUPER MUSIC MAKER", anteriormente incluido en el sencillo del proyecto "join" donde Ami colaboró con este productor de música electrónica. Nakata escribió, compuso, arregló, programó y produjo cada uno de los temas incluidos en el disco. Ami solo participó en la escritura de uno de los temas.
El disco se convierte en el primero en la carrera de Ami Suzuki que es enteramente de Electropop, no dejando espacio para otros géneros como en sus anteriores trabajos, donde se solía probar varios estilos. También es el primero donde en cada uno de los temas la voz de Ami cuenta con una cierta distorsión; algo ya distintivo de la música electrónica Pop en las cantantes japonesas.
El álbum fue lanzado en dos versiones distintas, una versión con un DVD adicional; en las carátulas Ami viste dos trajes de distinto color. El DVD incluye los videos musicales de los sencillos del disco, y como material adicional las imágenes de la primera aparición de Ami como DJ, que tuvo lugar en el antro nocturno Club Asia, para el lanzamiento de su single "ONE".
Supreme Show debutó n.º 8 en las listas diarias de Oricon, y se quedó en el lugar n.º 16 en su primera semana, vendiendo aproximadamente 8 mil copias. Ha vendido hasta el momento poco más de 16 mil copias en Japón.

## Lista de canciones
1. "TEN"
2. "can't stop the DISCO"
3. "climb up to the top"
4. "SUPER MUSIC MAKER (SA'08S/A mix)"
5. "Misteryous"
6. "change my life"
7. "LOVE MAIL"
8. "A token of love"
9. "TRUE"
10. "flower"
11. "ONE"

- Todos los temas escritos, compuestos y arreglados por Yasutaka Nakata.
- Pista 7 escrita por Ami Suzuki y Yasutaka Nakata.

Bonus DVD:
1. "ONE"
2. "can't stop the DISCO"
3. The first DJ play @ club asia

- Datos: Q3049952